# Alfred Powlesland
Alfred James Powlesland (Newton Abbot, 7 agosto 1875 – Chudleigh, 25 febbraio 1941) è stato un crickettista britannico.
Partecipò ai Giochi olimpici 1900 di Parigi nel torneo di cricket, vincendo la medaglia d'oro con la squadra che rappresentò la Gran Bretagna. Nell'unica gara, contro la rappresentativa francese, Powlesland segnò cinque wicket.

## Palmarès
| Anno | Manifestazione | Sede   | Evento  | Risultato | Note |
| ---- | -------------- | ------ | ------- | --------- | ---- |
| 1900 | Olimpiadi      | Parigi | Cricket | Oro       |      |